# Bộ Thanh phong
Bộ Thanh phong (danh pháp khoa học: Sabiales, đồng nghĩa: Meliosmales) là một bộ trong thực vật có hoa, có nguồn gốc ở khu vực nhiệt đới tới ôn đới ấm thuộc Đông và Đông Nam Á và châu Mỹ.
Một số hệ thống phân loại, như hệ thống Cronquist không công nhận bộ này và đặt họ Thanh phong (Sabiaceae) trong bộ Mao lương (Ranunculales), nhưng các hệ thống phân loại gần đây hơn đã công nhận bộ này với một họ duy nhất như nói trên, tuy nhiên một số tác giả như L. Watson và M.J. Dallwitz lại tách họ này thành họ Thanh phong nghĩa hẹp (sensu stricto) chỉ chứa chi Sabia và họ Meliosmaceae chứa 2 chi Meliosma và Ophiocaryon (đồng nghĩa Phoxanthus). Hệ thống APG II không công nhận bộ này, nhưng trên website của APG truy cập ngày 2 tháng 11 năm 2007 thì người ta lại công nhận bộ này và đặt nó trong nhánh cơ sở của thực vật hai lá mầm thật sự (eudicots). Cũng theo website của APG thì bộ này chứa khoảng 100 loài với chi Meliosma chiếm khoảng 70 loài. Một số tác giả khác như L. Watson và M.J. Dallwitz thì công nhận tới 160 loài.
Vị trí trong cây phát sinh loài của họ Sabiaceae/bộ Sabiales vẫn chưa rõ ràng. Worberg và ctv. (2007, với chi Ophiocaryon không đưa vào phân tích) phát hiện thấy Sabiaceae là nhóm có quan hệ chị em với toàn bộ các nhóm thực vật hai lá mầm thật sự khác, ngoại trừ Ranunculaceae, mặc dù độ hỗ trợ chỉ nhỉnh hơn 80% một chút.